# Dagoberto Sosa Arriaga
Dagoberto Sosa Arriaga (* 15. April 1955 in La Loma, Mexiko) ist Bischof von Tlapa.

## Leben
Der Erzbischof von Puebla de los Ángeles, Rosendo Huesca Pacheco, weihte ihn am 24. April 1983 zum Priester.
Papst Benedikt XVI. ernannte ihn am 24. Februar 2011 zum Titularbischof von Gummi in Byzacena und zum Weihbischof in Puebla de los Ángeles. Die Bischofsweihe spendete ihm der Erzbischof von Puebla de los Ángeles, Victor Sánchez Espinosa, am 12. April desselben Jahres; Mitkonsekratoren waren Norberto Kardinal Rivera Carrera, Erzbischof von Mexiko, Christophe Pierre, Apostolischer Nuntius in Mexiko, Rosendo Huesca Pacheco, emeritierter Erzbischof von Puebla de los Ángeles, und Carlos Aguiar Retes, Erzbischof von Tlalnepantla. Als Wahlspruch wählte er Cristo Luz del Mundo.
Am 23. Februar 2013 ernannte ihn Papst Benedikt XVI. zum Bischof von Tlapa.